# اسطوره‌شناسی اوستیایی
اسطوره‌های آسی شامل خدایان و موجودات فراطبیعی می‌شود. اعتقاد بر این است که این دین منشأ سرمتی دارد، اما دارای بسیاری از عناصر متأخر مسیحیت است. خدایان آسی با قدیسان مسیحی تطابق دارند. خدایان به‌ویژه نقش زیادی در حماسه نرت، داستان معروف مردم آسی دارند.

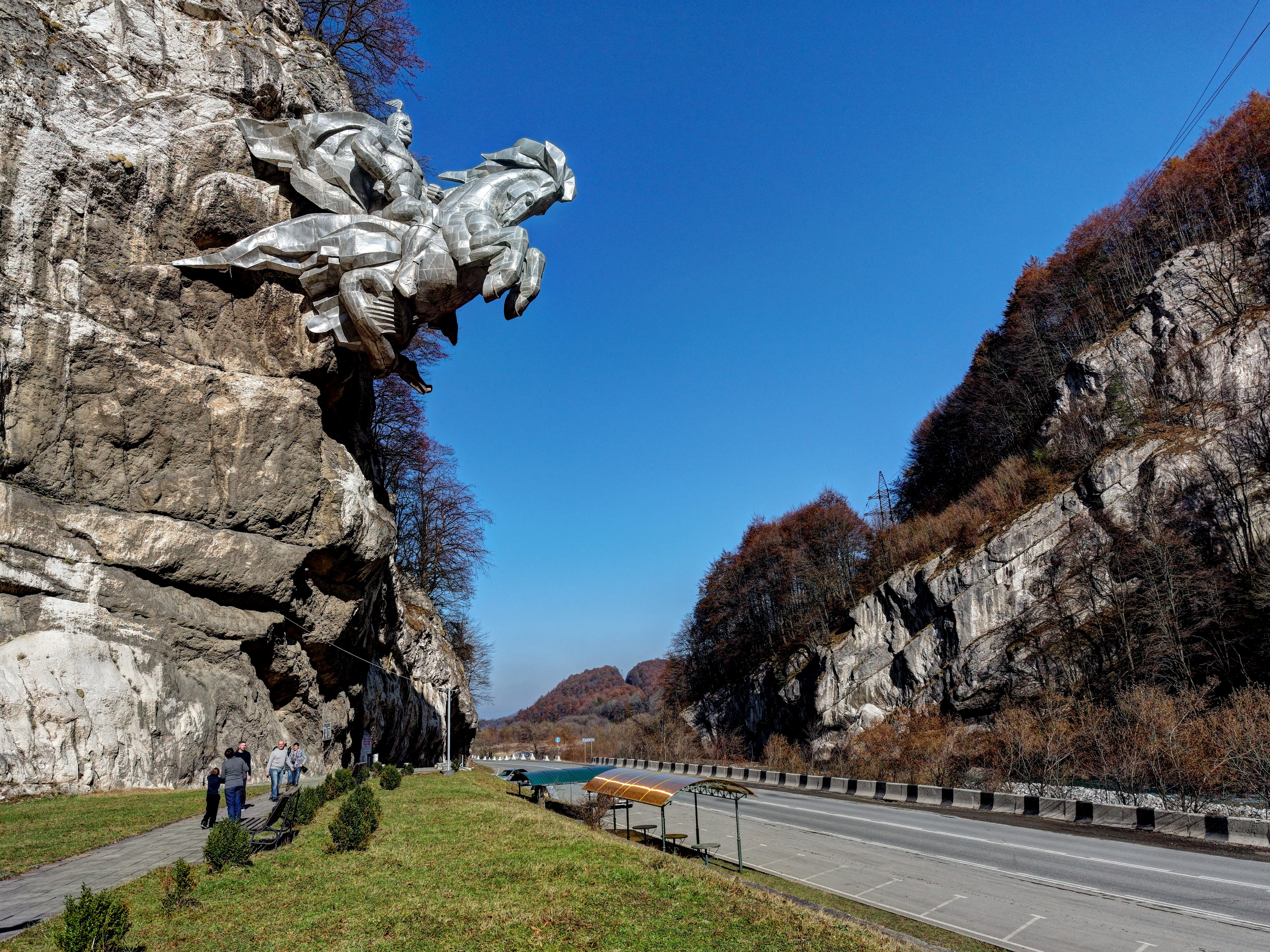
تندیس واشتیرجی، بنای تاریخی در دره آلاگیر، جاده نظامی اوستیا (۱۹۹۵)

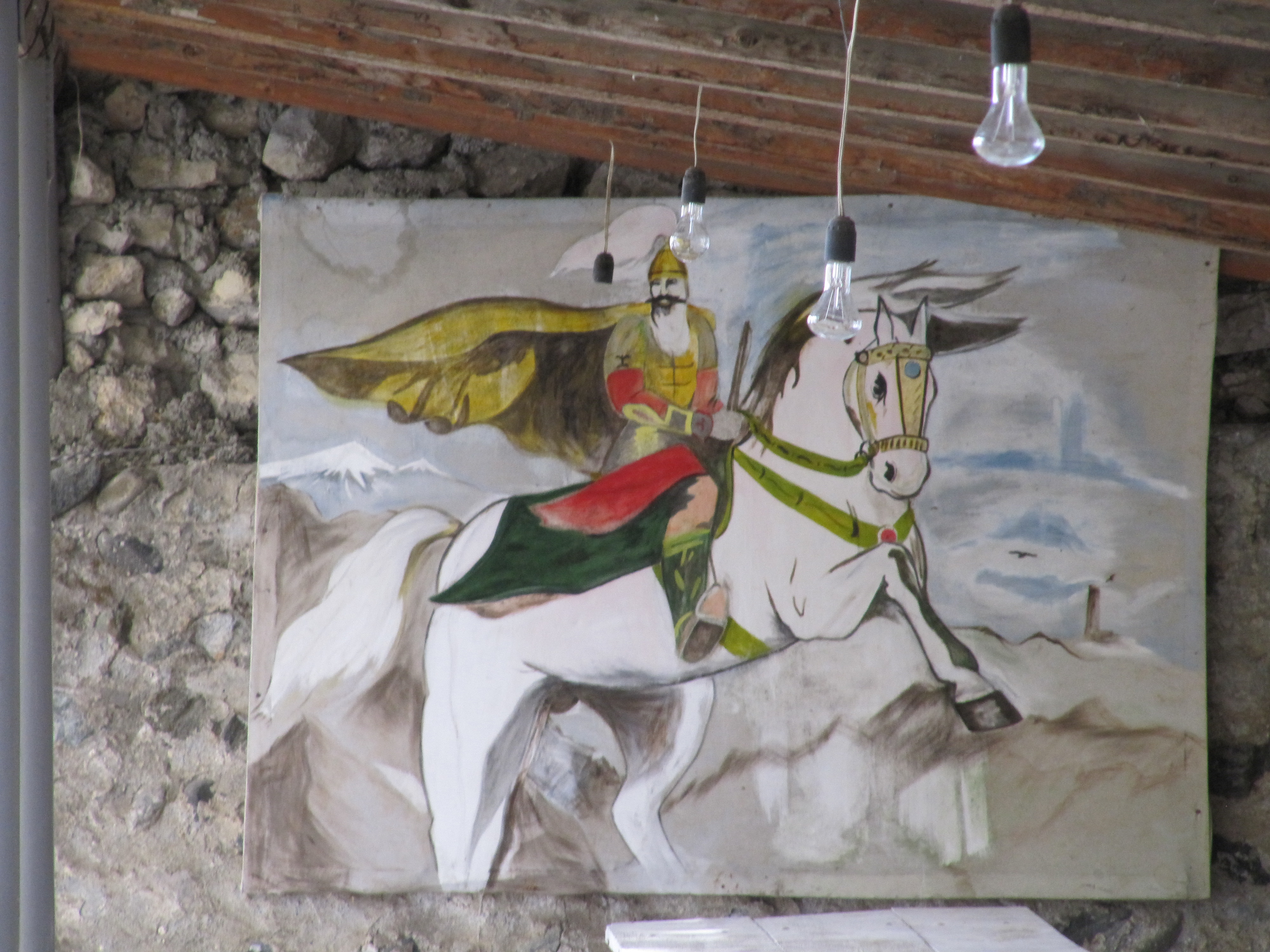
تصویر یکی از خدایان آسی

## خدایان
- خوساو:[* ۱] خدای خدایان. تا حدودی قابل تطبیق با خدای مسیحی و اسلام.
- واشتیرجی:[* ۲] نگاهبان جنس مرد و مسافران، و ضامن سوگند است. او همچنین محافظ سرزمین اوستیای شمالی-آلانیا نیز هست. او را اغلب با جرجیس قدیس می‌شناسانند.
- ئوآتسیلا:[* ۳] خدای باران، آذرخش و روشنایی. او به عنوان محافظ برداشت گندم نیز شناخته می‌شود. او برای آزمایش افراد، به آنها آذرخش می‌زند و اگر آن شخص از اصابت آذرخش جان سالم به در بَرَد، یک گوسفند برای او قربانی می‌کند. برای او در تابستان جشنواره‌ای برپا می‌کنند، گوسفند و گاو نر برای او قربانی می‌کنند و آبجو می‌نوشند. زنان در آن روز به نشانه احترام در سکوت کامل نان می‌پزند. او را اغلب با الیاس می‌شناسند.
- شافا:[* ۴] خدای کوره آتش. مهم‌ترین خدای خانگی آسی‌ها.
- دنبتیر:[* ۵] خدای آب‌ها. نام او ترکیبی از دن[* ۶] به معنی آب و بتیر[* ۷] به معنی پطرس قدیس است. او با استفاده از زنجیرش کسانی را که با شنا به قلمرو اش اونواریلی (unwarily) وارد شده‌اند به ته دریا می‌کشاند. او دختران بسیار زیبایی دارد و از این حیث قابل تطابق با روسالکا از اسطوره‌شناسی اسلاو است. تا قرن نوزدهم دختران جوان برای او در روز عید پاک جشنی برپا می‌کردند.
- توتیر:[* ۸] خدای گرگ‌ها. با سنت تئودور صور شناسایی می‌شود.
- فَلوَرا:[* ۹] این نام احتمالاً تلفیقی از نام دو قدیس به نام فلوروس و لائوروس است. فلورا نگاهبان گوسفند است و برای او قبل از مراسم پشم چیدن گوسفندان در ماه سپتامبر جشنی برپا می‌کردند. او فقط یک چشم دارد و در اغلب مواقع دشمن توتیر (خدای گرگ‌ها) است.
- اَفشاتی:[* ۱۰] او محافظ حیوانات وحشی است؛ به‌ویژه گوزن، گراز و بز کوهی.
- کوردالَگن:[* ۱۱] آهنگر آسمانی. او دوست نزدیک نرت بود.
- شاتانا:[* ۱۲] ایزدبانوی مادر. او مادر نرت بود.
- شائوباراگ:[* ۱۳] نام او ترکیبی از شائو به معنی «سیاه» و باراگ به معنی «سوار» است. (سوارکار سیاه). او خدای تیرگی و دزدی است، قابل شناسایی با شیطان.
- هویَندُن اَلدار:[* ۱۴] خدای ماهیان. یک جادوگر بزرگ و یک روح که مانند فرمانروایان زمینی رفتار می‌کند. (ældar). معنای نام او «خدای تنگه» است. (با توجه به نظر آبایف، منظور تنگه کرچ است)
- باراشتیر:[* ۱۵] فرمانروای دنیای مردگان. او با قضاوت خویش مردگان را به بهشت یا دوزخ رهنمون می‌کرد.
- آمینون:[* ۱۶] نگاهبان دروازه‌های دنیای مردگان.
- آلاردی:[* ۱۷] آفریدگار بیماری آبله.

پیشوند -Уас (واش) در ئواشتیرجی و ئواتسیلّا هیچ معنایی در زبان آسی ندارد و معمولاً به معنای سنت (قدیس) می‌آید. (مانند توتیر که اوآس توتیر خوانده می‌شود که احتمالاً سنت تئودور است یا مانند واس نیکولا که سنت نیکولاس است) همزمان برای واژه سنت "syhdaeg" (همریشه با yazata اوستایی=ایزد).

## برابرهای آسی
1. ↑  xussau (Хуыцау)
2. ↑  Uaštirjy (Уастырджи)
3. ↑  Uatsilla (Уацилла)
4. ↑  Šafa (Сафа)
5. ↑  Donbettir (Донбеттыр)
6. ↑  Don (Дон)
7. ↑  Bettir (беттыр)
8. ↑  Tutir (Тутыр)
9. ↑  Fəlvəra (Фæлвæра)
10. ↑  Əfšati (Æфсати)
11. ↑  Kurdaləgon (Курдалæгон)
12. ↑  Šatana (Сатана)
13. ↑  Šaubarag (Саубараг)
14. ↑  Huyəndon Əldar (Хуыæндон Æлдар)
15. ↑  Baraštir (Барастыр)
16. ↑  Aminon (Аминон)
17. ↑  Alardy (Аларды)
18. ↑   دین مردمان ایرانی‌تبار قفقاز شمالی نوشتهٔ حامد کاظم‌زاده، شماره دوم مجله دربند، تهران